# فريد جبرائيل نجار
فريد جبرائيل نجار (1907-1994) هوَ باحث تربوي لبناني وأستاذ سابق في الجامعة اللبنانية، وله عدة مؤلفات تربوية، وَمِنها: كتاب العلاقات الاجتماعية في الشرق العربي (1947) وَقاموس التربية وعلم النفس (1960) وَكتاب تطور الفكر التربوي (1980)،، كما صدرَ له بعد وفاته "المعجم الموسوعي لمصطلحات التربية: إنجليزي-عربي"، والذي يُعتبر أوسع عمل معجمي ثنائي اللغة في مجال التربية وعلم النفس التربوي.